# 電気通信工事業

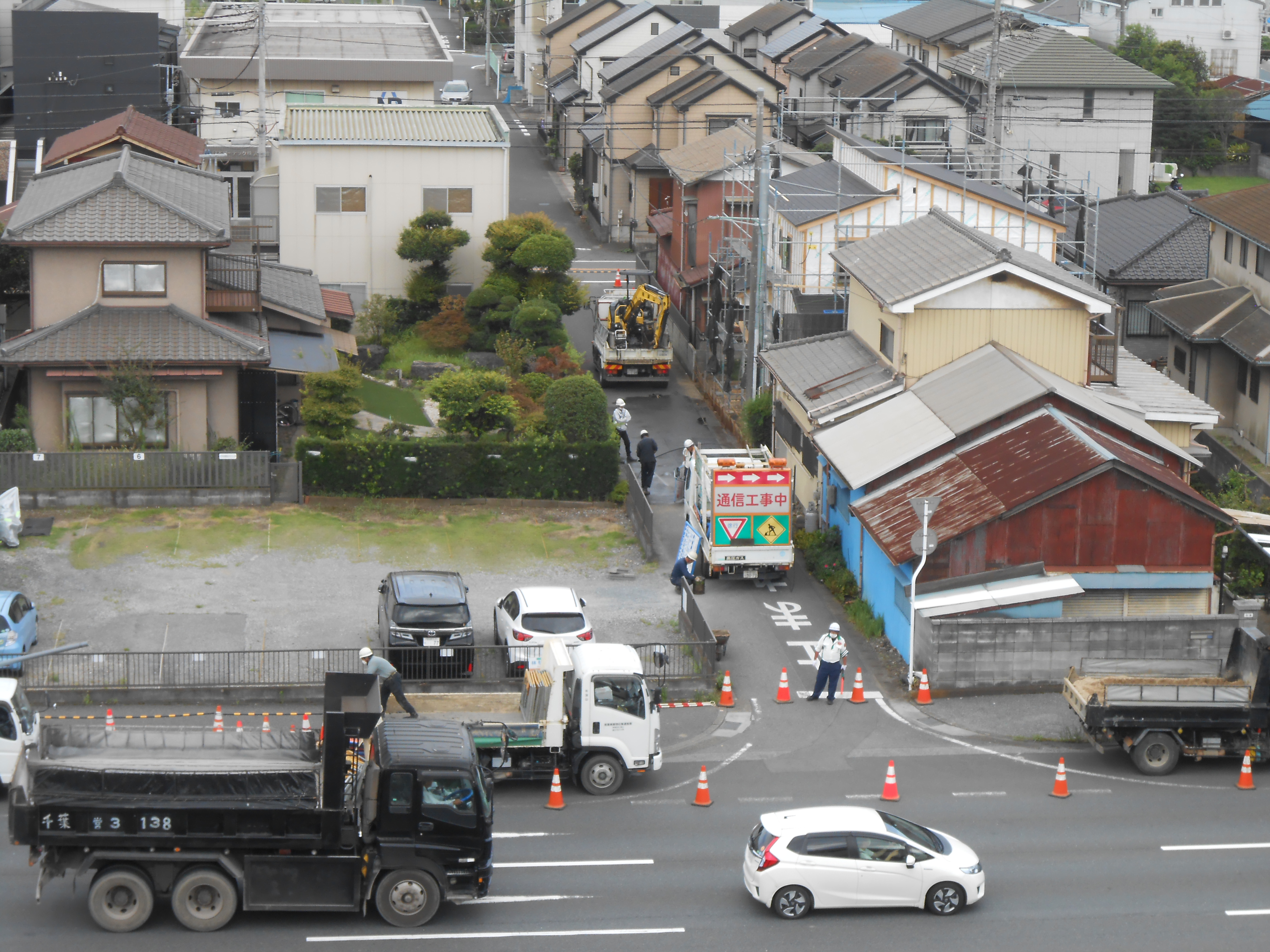
電気通信工事のために道路の通行止めを行っている様子。

電気通信工事業とは、有線電気通信設備、無線電気通信設備、ネットワーク設備、情報設備、放送機械設備等の電気通信設備を設置する工事を業とする建設業。
工事の例示としては、 有線電気通信設備工事、無線電気通信設備工事、データ通信設備工事、情報処理設備工事、情報収集設備工事、情報表示設備工事、放送機械設備工事、ＴＶ電波障害防除設備工事

## 解説
既に設置された電気通信設備の改修、修繕又は補修は『電気通信工事』に該当する。なお、保守（電気通信施設の機能性能及び耐久性の確保を図るために実施する点検、整備及び修理をいう。）に関する役務の提供等の業務は、『電気通信工事』に該当しない。
『機械器具設置工事』には広くすべての機械器具類の設置に関する工事が含まれるため、機械器具の種類によっては『電気工事』、『管工事』、『電気通信工事』、『消防施設工事』等と重複するものもあるが、これらについては原則として『電気工事』等それぞれの専門の工事の方に区分するものとし、これらいずれにも該当しない機械器具あるいは複合的な機械器具の設置が『機械器具設置工事』に該当する。

## 電気通信工事業の職業能力評価基準
電気通信工事業においては、2010年（平成22年）の時点で厚生労働省および中央職業能力開発協会が主導する職業能力評価基準の策定が行われた。
一方で、上記電気通信工事業の職業能力評価基準は、2021年7月時点で建設キャリアアップシステムにおける位置づけがなされたものではない。また、2021年7月時点では、電気通信工事業において登録基幹技能者制度の整備はなされていない。

## 電気通信事業法における「電気通信設備の工事」
建設業法上の電気通信工事とは別に、電気通信事業法に「電気通信設備の工事」という概念が存在する。
電気通信事業者は、事業用電気通信設備の工事、維持及び運用に関し総務省令で定める事項を監督させるため、電気通信主任技術者資格者証の交付を受けている者のうちから、電気通信主任技術者を選任しなければならないとされる。
利用者が事業用電気通信設備に端末設備又は自営電気通信設備を接続するときは、工事担任者に当該工事を行わせ、又は実地に監督させなければならないとされる。